# Dark Fusion
Dark Fusion è un videogioco sparatutto pubblicato a fine 1988 per ZX Spectrum e nel 1989 per gli altri home computer Amiga, Amstrad CPC, Atari ST e Commodore 64 dalla Gremlin Graphics. L'ambientazione è fantascientifica e il gioco comprende fasi a piattaforme con un personaggio in tuta spaziale a piedi e fasi con una navicella in volo.

## Trama
Le brevi istruzioni originali della Gremlin spiegano poco del gioco e descrivono una vaga trama. Si affrontano le tre fasi della prova del Corpo dei Guardiani Guerrieri, rispettivamente contro orde di mutanti, flotte spaziali di alieni invasori e il mostro della Fossa della Disperazione. Entrando nella camere delle metamorfosi il guerriero si fonde con i nemici sconfitti per acquisire poteri superiori (da cui, presumibilmente, il titolo lett. "fusione oscura").

## Modalità di gioco
Dark Fusion è costituito da tre tipi di fasi che si alternano. Tutte sono sparatutto bidimensionali, con inquadratura di lato e sfondo di spazio stellato. Il primo tipo che si affronta è la Combat Zone, dove si controlla un personaggio a piedi con una tuta futuristica. Questa fase è a piattaforme e a scorrimento orizzontale nei due sensi. Il guerriero può camminare a destra e sinistra, saltare sulle strutture di vario genere che formano le piattaforme, e sparare frontalmente. Si deve procedere verso destra affrontando vari tipi di navicelle, robot, astronauti e postazioni di artiglieria.
Lungo ogni percorso a piedi ci sono tre "bozzoli di fusione", ossia cabine nelle quali entrare per accedere alle altre fasi. Bisogna entrare e combattere vittoriosamente in due Alien Zone, ritornando ogni volta alla Combat Zone, dopodiché è possibile accedere tramite la terza cabina alla Flight Zone, completata la quale si passa a un nuovo livello e si ricomincia con scenari diversi.
Nelle Alien e Flight Zone si pilota una navicella che vola in tutte le direzioni, sempre rivolta verso destra, e spara verso destra.
Le Alien Zone consistono in combattimenti contro un grande boss in una schermata fissa. Nelle due zone di ogni livello si presenta due volte lo stesso tipo di mostro.
Le Flight Zone sono percorsi a scorrimento orizzontale continuo, con ostacoli e con nemici simili a quelli delle zone a piedi.
Sia in forma umana, sia in forma di navicella, i nemici distrutti lasciano bonus di punteggio e power-up da raccogliere e poi selezionare con apposito tasto per affiancarli all'arma di base, come salto più in alto, doppio missile, attacchi tutto attorno, missili verticali, scudo protettivo, energia.
Il pannello di controllo sotto la visuale, uguale in tutte le fasi, comprende i vari indicatori tra cui la barra dell'energia vitale, le vite, l'icona del power-up selezionabile e del power-up attivato.

## Accoglienza
La critica europea accolse Dark Fusion con poco entusiasmo e con medie dei voti perlopiù intorno alla sufficienza. La versione mediamente più apprezzata fu quella per ZX Spectrum, con diversi voti equivalenti a 70%-80%, e quella meno apprezzata fu quella per Amiga.
Secondo la rivista Zzap! (Commodore 64, 60%) era molto buona la grafica, ma il gioco poco originale e troppo difficile. Similmente, K (CPC e Spectrum, 53%) lo trovava tecnicamente ben fatto, ma non originale, con azione difficile e un po' spenta. The Games Machine (Amiga, 39%) bocciava l'edizione Amiga su tutti i fronti. Guida Videogiochi (CPC e Spectrum, interesse 14/20) apprezzava abbastanza la versione Spectrum, ma trovava confusionaria quella per Amstrad CPC.